# Kaniama
Kaniama este un oraș în  provincia Katanga, Republica Democrată Congo. În 2012 avea o populație de 62 723 de locuitori, iar în 2004 avea 46 233.